# Edward Gruber

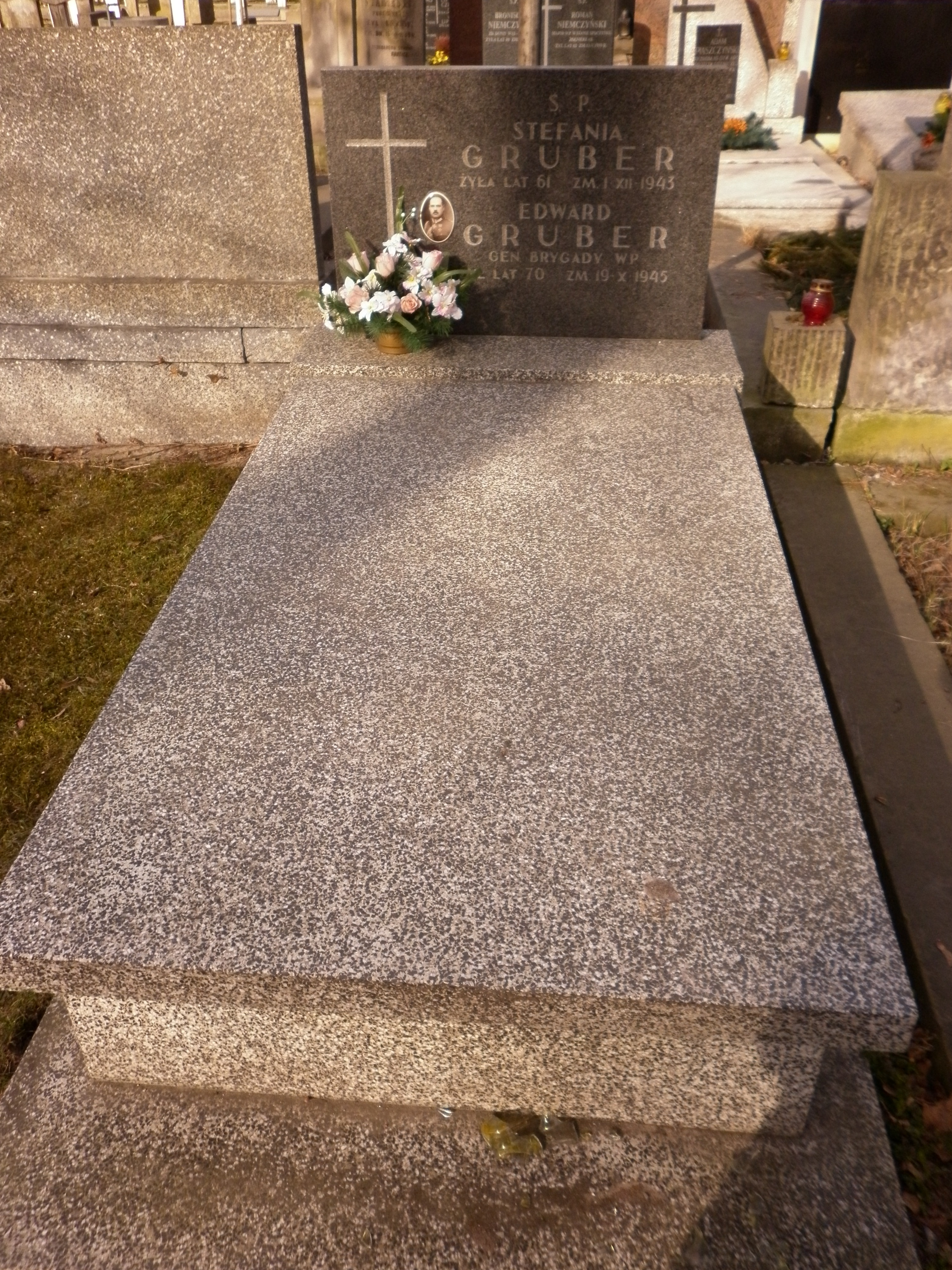
Nagrobek Edwarda Grubera

Edward Gruber (ur. 16 sierpnia 1875 w Brodach, zm. 19 października 1945 w Warszawie) – generał brygady Wojska Polskiego.

## Życiorys
Edward Gruber urodził się 16 sierpnia 1875 w Brodach, w rodzinie Antoniego i Józefy. Edukację pobierał w gimnazjum we Lwowie, a potem na Wydziale Prawa Uniwersytetu Lwowskiego, który ukończył w 1899. W latach 1897–1898 odbył jednoroczną służbę wojskową. Następnie pracował w sądownictwie austro-węgierskim jako prokurator.
W 1914 został zmobilizowany do cesarskiej i królewskiej armii, w której służył przez całą wojnę światową, jako oficer audytor sądu polowego oraz w c. i k. Ministerstwie Wojny.
Od marca 1919 do 5 stycznia 1922 był szefem wydziału w Departamencie Wojskowo-Prawnym Ministerstwa Spraw Wojskowych. W 1920 był podprokuratorem Prokuratury przy Naczelnym Sądzie Wojskowym. Na tym stanowisku 29 maja 1920 został zatwierdzony z dniem 1 kwietnia 1920 w stopniu pułkownika w Korpusie Sądowym, w „grupie byłej armii austro-węgierskiej”. W latach 1922–1924 pełnił służbę na stanowisku prokuratora Prokuratury przy Najwyższym Sądzie Wojskowym. W tym samym czasie wykładał prawo w Wyższej Szkole Wojennej. 3 maja 1922 został zweryfikowany w stopniu pułkownika ze starszeństwem z dniem 1 czerwca 1919 i 1. lokatą w korpusie oficerów sądowych.
31 marca 1924 Prezydent RP, Stanisław Wojciechowski na wniosek Ministra Spraw Wojskowych, gen. dyw. Władysława Sikorskiego mianował go generałem brygady ze starszeństwem z dniem 1 lipca 1923 i 3. lokatą w korpusie generałów. Z dniem 3 kwietnia 1924 Minister Spraw Wojskowych mianował go Naczelnym Prokuratorem Wojskowym.
29 maja 1924 Prezydent RP Stanisław Wojciechowski mianował go Naczelnym Prokuratorem Wojskowym. 22 stycznia 1925 Minister Spraw Wojskowych mianował go szefem Departamentu IX Ministerstwa Spraw Wojskowych z pozostawieniem na stanowisku Naczelnego Prokuratora Wojskowego. 22 maja 1926 Marszałek Sejmu, Maciej Rataj w zastępstwie Prezydenta RP zwolnił go ze stanowiska Naczelnego Prokuratora Wojskowego i mianował sędzią Najwyższego Sądu Wojskowego, a Minister Spraw Wojskowych, marszałek Polski Józef Piłsudski zwolnił go ze stanowiska szefa Departamentu IX MSWojsk. z pozostawieniem na stanowisku sędziego NSW. Z dniem 31 maja 1927 został przeniesiony w stan spoczynku.
Po przejściu w stan spoczynku praktykował jako adwokat w Warszawie. Wykładał też prawo w Wyższej Szkole Wojennej.
Mieszkał w Milanówku. Został osadnikiem wojskowym w powiecie lidzkim.
Był więźniem obozu NKWD w Rembertowie. Zmarł 19 października 1945 w Warszawie. Został pochowany na Cmentarzu Wojskowym na Powązkach w Warszawie (kwatera A10-8-28).

## Ordery i odznaczenia
- Krzyż Komandorski Orderu Odrodzenia Polski (27 grudnia 1924)[11][12]
- Krzyż Walecznych[12]
- Medal Pamiątkowy za Wojnę 1918–1921[12]
- Medal Dziesięciolecia Odzyskanej Niepodległości[12]
- Krzyż Oficerski Orderu Legii Honorowej (Francja)[12]

## Awanse
- podporucznik rezerwy sądownictwa wojskowego Austro-Węgier 1898
- major – 1919
- pułkownik Korpusu Sądowego – 29 maja 1920 zatwierdzony z dniem 1 kwietnia 1920, zweryfikowany 3 maja 1922 ze starszeństwem z dniem 1 czerwca 1919 i 1. lokatą w korpusie oficerów sądowych
- generał brygady – 31 marca 1924 ze starszeństwem z dniem 1 lipca 1923 i 3. lokatą w korpusie generałów